# Adetus sordidus
Adetus sordidus es una especie de escarabajo del género Adetus, familia Cerambycidae. Fue descrita científicamente por Bates en 1866.
Habita en Brasil. Los machos y las hembras miden aproximadamente 8,5 mm. El período de vuelo de esta especie ocurre en el mes de agosto.